# Back to Mono (1958-1969)
Back to Mono (1958-1969) -en español: «De regreso al (sonido) mono (1958-1969)»-  es una caja recopilatoria de los trabajos como productor del músico estadounidense Phil Spector, durante los años 60, lanzado por ABCKO en noviembre de 1991. Contiene su primera canción To Know Him Is to Love Him lanzada en 1958 con su grupo Teddy Bears. 
Originalmente contenía un anexo con fotografías, líricas de las canciones, información discográfica y un pequeño botón con el nombre de la caja recopilatoria. Se considera uno de los recopilatorios más exitosos, por la inmensa cantidad de sencillos exitosos que contiene.
En el 2020 la revista Rolling Stone le dio el puesto 489 de sus 500 mejores álbumes.